# Marijke van Beukering
Maria Josefina Theresia Gabriëlle (Marijke) van Beukering-Huijbregts (Cuijk, 30 december 1971) is een Nederlands D66-politica en bestuurster. Sinds 5 juni 2023 is zij burgemeester van Nieuwegein. Van 2020 tot 2023 was zij met twee tussenpozen Tweede Kamerlid.

## Biografie
Voordat ze de politiek in ging, werkte ze als secretaresse in Nederland en in het buitenland en richtte ze een bedrijf op. In 2006 werd ze het enige gemeenteraadslid van de D66 in de IJsselsteinse raad. Van Beukering werd een wethouder toen ze in 2010 werd herkozen. Ze trad zeven jaar later af vanwege problemen bij een samenwerking van de gemeente met Montfoort, maar werd kort daarna herbenoemd. In november 2017 stapte ze wederom op en begon te werken als een onafhankelijk adviseur voor voornamelijk organisaties in de publieke sector. Ze was Tweede Kamerlid van 22 januari 2020 tot 13 mei 2020, toen Rens Raemakers met ziekteverlof ging. Per 20 mei 2020 kreeg ze een vaste zetel na het vertrek van Monica den Boer uit de fractie.

## Jeugd en opleiding
Van Beukering werd geboren op 30 december 1971 in de Noord-Brabantse plaats Cuijk. Haar vader was hoofd van een school. Ze ging van 1984 tot 1989 naar de havo op het Merletcollege in Cuijk. Ze volgde van 1989 tot 1990 een opleiding tot directiesecretaresse en van 1990 tot 1991 een opleiding ESA-Marketing van de European Secretarial Academy aan Schoevers. In 2005 volgde zij een opleiding instructeur eerste hulp bij Node in Tilburg. Tussen 2006 en 2017 volgde zij diverse trainingen als raadslid en wethouder en tussen 2010 en 2017 bij D66. In 2018 volgde zij een masterclass Excellent Onderhandelen bij het ADR en in 2019 een masterclass Introductie Commissariaat en Toezicht bij het Nationaal Register. Van Beukering heeft in 2019 ook een postgraduaat opleiding Publiek Leiderschap aan de Vrije Universiteit Amsterdam gevolgd.

## Carrière
Ze begon haar carrière in 1991 als secretaresse en archivaris bij het ministerie van Buitenlandse Zaken. Ze werkte voor die werkgever achtereenvolgens in Den Haag, Abidjan (Ivoorkust) en Brussel. In 1999 kreeg ze een baan als secretaresse van de Head of Mission EU-Programme bij het Customs and Fiscal Assistance Office in de Bosnische hoofdstad Sarajevo. Er kwam een eind aan haar internationale carrière van negen jaar toen ze in 2002 voor één jaar bij een detacheringsbureau ging werken. Ze werd ingezet als secretaresse bij de arbodienst Commit Arbo BV. Het jaar daarop richtte ze een eenmanszaak voor secretariële diensten op met de naam "SECONDIE".
Ze werd naast haar baan lid van de IJsselsteinse gemeenteraad in mei 2006, nadat haar partij, D66, een van de 23 zetels had ontvangen tijdens de verkiezingen. In 2007 en 2008 was ze ook directeur en mede-eigenaar van de secretariële dienstverlener Co-Support BV.

## Wethouder van IJsselstein
Van Beukering werd herkozen als de lijsttrekker van D66 tijdens de gemeenteraadsverkiezingen in 2010 met 1.334 stemmen. Haar partij won in totaal drie zetels en ging onderdeel uitmaken van het college, waardoor zij de IJsselsteinse wethouder van Samenleving werd op 29 april 2010. Het project multifunctionele sportaccommodatie zat in haar portefeuille. Vanwege haar benoeming tot wethouder staakte ze haar werkzaamheden bij haar bedrijf en gaf ze haar zetel op in de gemeenteraad. Ze was wederom de lijsttrekker van haar partij in 2014, toen D66 de grootste partij van de gemeente werd met vijf zetels. Ze keerde terug in het college als wethouder van Mens, een soortgelijke positie als haar vorige, met ditmaal als project "De klant centraal en deregulering".
Ze trad af op 8 februari 2017 tegelijkertijd met haar collega Van den Berg (CDA) vanwege een bekendmaking rond de samenwerking tussen de gemeenten IJsselstein en Montfoort. De kosten van het verband bleken het jaar ervoor €1,5 miljoen hoger uit te zijn gevallen dan begroot. Het ontslag van de wethouders, dat dertig dagen later in zou gaan, leidde tot de val van het college. In 2014 begonnen de twee gemeenten hun ambtelijke diensten samen te voegen om zo de kosten te verminderen, maar er ontstonden problemen en er was naar schatting een extra €1,7 miljoen nodig om de samenwerking goed te laten functioneren. Een motie van wantrouwen van de gemeenteraad had eerder niet genoeg steun gekregen. Tijdens de formatie van een nieuw college viel ook de coalitie. Dit gebeurde omdat D66 wilde dat afgetreden wethouders terug zouden keren, terwijl de VVD dit onacceptabel vond. D66 vormde als grootste partij een nieuwe coalitie twee weken na de val van het college. Van Beukering werd wethouder van Economische Zaken.
Later in 2017 stond Van Beukering op plaats 24 op de kandidatenlijst van D66 voor de Tweede Kamerverkiezingen. Er werden 4.971 voorkeurstemmen op haar uitgebracht en D66 won negentien zetels – niet genoeg voor Van Beukering om kamerlid te worden.
Ze stapte weer op van haar positie als wethouder op 21 september 2017 samen met twee andere wethouders. Dit kwam een maand na de publicatie van een rapport waarin het college werd bekritiseerd voor de manier waarop het informatie aan de gemeenteraad had gegeven over de samenwerking met Montfoort. Het CDA was al eerder uit het college gestapt naar aanleiding van het rapport. Het aftreden van Van Beukering kwam nadat een aantal partijen met gezamenlijk een meerderheid had gedreigd met een motie van wantrouwen. De drie vertrekkende wethouders noemden de raad vervolgens "zuur" en zeiden dat de raad het werk van het college onmogelijk maakte. D66 liet daarna de tweede partij een nieuw college te vormen. Van Beukering was tijdens de gemeenteraadsverkiezingen van 2018 en 2022 lijstduwer van D66 in IJsselstein.

## Daaropvolgende jaren en Kamerlid
Ze werkte vervolgens als onafhankelijk adviseur. In die positie was ze projectmanager bij Het Nederlandse Rode Kruis (2018), lid van de raad van commissarissen van sociale werkvoorziening Amfors Groep (2019-2020), coördinator Agenda Schone Lucht voor de regio IJmond in dienst van de gemeente Velsen (2010-2020) en programmamanager bij Breed Spectrum Aanbieders voor jeugdzorg in Eemland (2019-2020).
Ze werd op 22 januari 2020 beëdigd als tijdelijk lid van de Tweede Kamer vanwege het ziekteverlof van Rens Raemakers, die een burn-out had. Van Beukering werd gekozen als vervanger vanwege haar positie op de kandidatenlijst tijdens de verkiezingen van 2017. Zij werd de woordvoerster van D66 op het gebied van jeugdzorg; jeugdcriminaliteit; kindermishandeling; de Participatiewet; armoede- en schuldenbeleid; en mantelzorgers en -vrijwilligers. Ze werd ook lid van de commissies voor Financiën; Sociale Zaken en Werkgelegenheid; en Volksgezondheid, Welzijn en Sport en daarnaast plaatsvervangend lid van de commissie voor de Verzoekschriften en de Burgerinitiatieven.
Haar lidmaatschap van de kamer eindigde toen Raemakers terugkeerde van verlof op 13 mei. Zeven dagen later vertrok D66-lid Monica den Boer uit de Tweede Kamer om professor te worden, waardoor Van Beukering weer kamerlid werd. Haar portefeuille wijzigde enigszins: ze ruilde jeugdzaken in voor veiligheid. Ze is lid van de commissies voor Justitie en Veiligheid en voor Sociale Zaken en Werkgelegenheid en daarnaast tijdelijk lid van de commissies voor Binnenlandse Zaken en voor de Verzoekschriften en de Burgerinitiatieven.
Ze was de 25e kandidaat op de lijst van D66 voor de Tweede Kamerverkiezingen 2021. Haar partij haalde 24 zetels en zijzelf 2.215 voorkeurstemmen, waardoor ze op 30 maart afscheid moest nemen van de Tweede Kamer. Door het terugtreden van Sidney Smeets op 15 april, werd Van Beukering op 21 april 2021 opnieuw beëdigd als lid van de Tweede Kamer. Ze werd woordvoerder arbeidsmarkt, zzp, AOW, pensioenen, werknemersverzekeringen, verlof, inkomensbeleid en kindregelingen (eerder ook arbeidsongeschiktheid, arbeid & zorg en arbeidsomstandigheden) en ze werd lid van de commissies voor Koninkrijksrelaties, voor de Rijksuitgaven, voor Sociale Zaken en Werkgelegenheid en voor Volksgezondheid, Welzijn en Sport. Van Beukering werkte begin 2022 aan een initiatiefwet om de inspraak van deelnemers van pensioenfondsen te vergroten over hoe het geld wordt belegd, nadat de Raad van State een advies had uitgebracht over een eerder voorstel van D66. Ze nam de aanbeveling over om het goedkeuringsrecht uit het originele voorstel in een adviesrecht te veranderen. Volgens Van Beukering zou de wet kunnen leiden tot meer maatschappelijk verantwoorde beleggen. Ze nam ook zitting in de Tijdelijke commissie Corona, die het onderzoeksvoorstel formuleerde voor de uiteindelijke Parlementaire enquêtecommissie.
Op 1 juni 2023 nam zij afscheid als Tweede Kamerlid.

## Burgemeester van Nieuwegein
Nadat de burgemeester van Nieuwegein – Frans Backhuijs – had aangegeven geen derde ambtstermijn te willen, werd Van Beukering werd op 11 april 2023 door de gemeenteraad aanbevolen als zijn opvolger. Op 26 mei dat jaar werd bekend dat de ministerraad heeft besloten haar voor te dragen voor benoeming bij koninklijk besluit tot burgemeester van Nieuwegein met ingang van 5 juni dat jaar. Op 5 juni dat jaar werd zij ook geïnstalleerd en beëdigd als burgemeester van Nieuwegein.
Als burgemeester van Nieuwegein heeft Van Beukering in haar portefeuille openbare orde en veiligheid, toezicht en integrale handhaving, dienstverlening, ICT/I-strategie, informatiebeleid en archief, vergunningverlening evenementen, communicatie en inwonersparticipatie, externe betrekkingen en onderzoek en statistiek. Zij maakt deel uit van het algemeen- en dagelijks bestuur van de Veiligheidsregio Utrecht (VRU). Naast haar aan het ambt gebonden nevenfuncties is Van Beukering scheidend voorzitter van IJTC Groenvliet en voorzitter van Stichting FAST.

## Nevenactiviteiten
Naast haar werk als politica was ze tussen mei 2014 en juni 2022 voorzitter van de Nationale Bond EHBO. Ze heeft in 2005 een training gedaan om EHBO-instructeur te worden bij de Nederlandse Organisatie Docenten EHBO in Tilburg. Voordat ze voorzitter was, was ze de secretaris (2004-2011) en vervolgens een adviseur van het dagelijks bestuur. Ze heeft ook samen met Nico Schouten een EHBO-handleiding geschreven genaamd EHBO Leren & Doen. Het boek werd uitgegeven in 2012 en een herziening kwam op de markt in 2016. Daarnaast was ze van 2017 tot 2020 lid van de raad van toezicht van het "Prins Hendrik Fonds", dat subsidies voor EHBO verdeelt.

## Privéleven
Van Beukering is gehuwd en heeft twee dochters. Ze speelt tennis en is sinds november 2017 voorzitter van de club IJTC Groenvliet.

## Onderscheidingen
- Ridder in de Orde van Oranje-Nassau (3 juli 2020)[52]

- Parlement.com: vk9nhxbu9vz8